# عقود
عقود فیلمی به کارگردانی  و نویسندگی علی اصغر شادروان ساختهٔ سال ۱۳۶۳ است.

## خلاصه داستان
نيروهای عراقی اهالی یكی از روستاهای مرزی ایران را قتل عام مي كنند. جوانی كه زخمی و بيهوش شده است پس از به هوش آمدن خود را در محاصره سربازان عراقی می‌بيند.

## بازیگران
- تاجبخش فناییان
- سعید کشن فلاح
- عطاءاله سلمانیان
- جعفر دهقان
- اکبر منصور فلاح
- فرید کشن فلاح
- محمود نوروز
- حبیب اله رجبعلی
- خورشید پناهنده
- فاطمه چهارمحالی
- سیدعباس موسوی
- عبداله ودادی
- اصغر اوتادی
- احمد منصورفلاح